# 술이홀로
술이홀로(Surihol-ro)는 경기도 파주시 파주읍주라이삼거리에서 연천군 장남면까지 연결하는 도로이다.

## 주요 경유지
경기도
- 파주시 (파주읍 - 법원읍 - 적성면) - 연천군 (장남면)

## 노선
| 이름             | 접속 노선                        | 소재지 | 소재지 | 비고 |
| ---------------- | -------------------------------- | ------ | ------ | ---- |
| 주라이삼거리     | 국도 제1호선 (통일로)            | 파주시 | 파주읍 |      |
| 파주역입구삼거리 | 주라이길                         | 파주시 | 파주읍 |      |
| (이름없음)       | 국가지원지방도 제78호선 (정문로) | 파주시 | 파주읍 |      |
| 진골 교차로      | 파발로                           | 파주시 | 파주읍 |      |
| 연풍1리 교차로   | 연풍로                           | 파주시 | 파주읍 |      |
| 용주골삼거리     | 혜음로                           | 파주시 | 파주읍 |      |
| 호명교           |                                  | 파주시 | 법원읍 |      |
| 대능사거리       | 보광로                           | 파주시 | 법원읍 |      |
| 대능교           |                                  | 파주시 | 법원읍 |      |
| 법원사거리       | 지방도 제364호선 (사임당로)      | 파주시 | 법원읍 |      |
| 금곡교           |                                  | 파주시 | 법원읍 |      |
| 금곡삼거리       | 파평산로                         | 파주시 | 법원읍 |      |
| 곰시고개         |                                  | 파주시 | 법원읍 |      |
| 마지2교          |                                  | 파주시 | 적성면 |      |
| 식현사거리       | 청송로                           | 파주시 | 적성면 |      |
| 식현교           |                                  | 파주시 | 적성면 |      |
| 두지사거리       | 솥뒤로                           | 파주시 | 적성면 |      |
| 두지삼거리       |                                  | 파주시 | 적성면 |      |
| 적성 교차로      |                                  | 파주시 | 적성면 |      |
| 장남교           |                                  | 연천군 | 장남면 |      |
| 장남 교차로      | 원당로                           | 연천군 | 장남면 |      |
| 장백로와 직결    |                                  |        |        |      |

## 주요건물및 시설
- 기아 통일대리점 (술이홀로 189/파주리 712-44)
- GS칼텍스 파주제일주유소 (술이홀로 247/파주리 632)
- 파주읍행정복지센터 (술이홀로 295/파주리 146-1)
- 파주중학교 (술이홀로 377/연풍리 449-2)
- 세경고등학교 (술이홀로 379/연풍리 449-2)
- 세븐일레븐 파주세경고점 (술이홀로 381/연풍리 440-18)
- SK에너지 주내주유소 (술이홀로 383/연풍리 440-8)
- GS25 파주연풍점 (술이홀로 414/연풍리 412-9)
- 파주119지역대 (술이홀로 425/연풍리 407-13)
- 파주연풍우편취급국 (술이홀로 443/연풍리 275-13)
- 세븐일레븐 파주연풍점 (술이홀로 574/연풍리 1-5)
- SK에너지 서영주유소 (술이홀로 638/대능리 435-4)
- SK에너지 대능주유소 (술이홀로 750/대능리 329-2)
- CU 파주법원점 (술이홀로 877/대능리 92-43)
- 새마을금고 푸른 새마을금고 본점 (술이홀로 881-1/대능리 92-37)
- 세븐일레븐 파주법원정 (술이홀로 882/대능리 86-15)
- 이마트에브리데이 법원점 (술이홀로 899/법원리 681-6)
- CU 법원북문점 (술이홀로 967-2/법원리 520-2)
- 법원2리마을회관 (술이홀로 981/법원리 519-6)
- GS칼텍스 제일주유소 (술이홀로 1031/법원리 572-2)
- S-OIL 금곡주유소 (술이홀로 1265/금곡리 373-2)
- GS25 파주금곡점 (술이홀로 1338/금곡리 305-4)
- 세븐일레븐 파주웅담리점 (술이홀로 1677/웅담리 347-6)
- 웅담치안센터 (술이홀로 1689/웅담리 343-2)
- 파주웅담우편취급국 (술이홀로 1704/웅담리 386-5)